# 邁森主教座堂

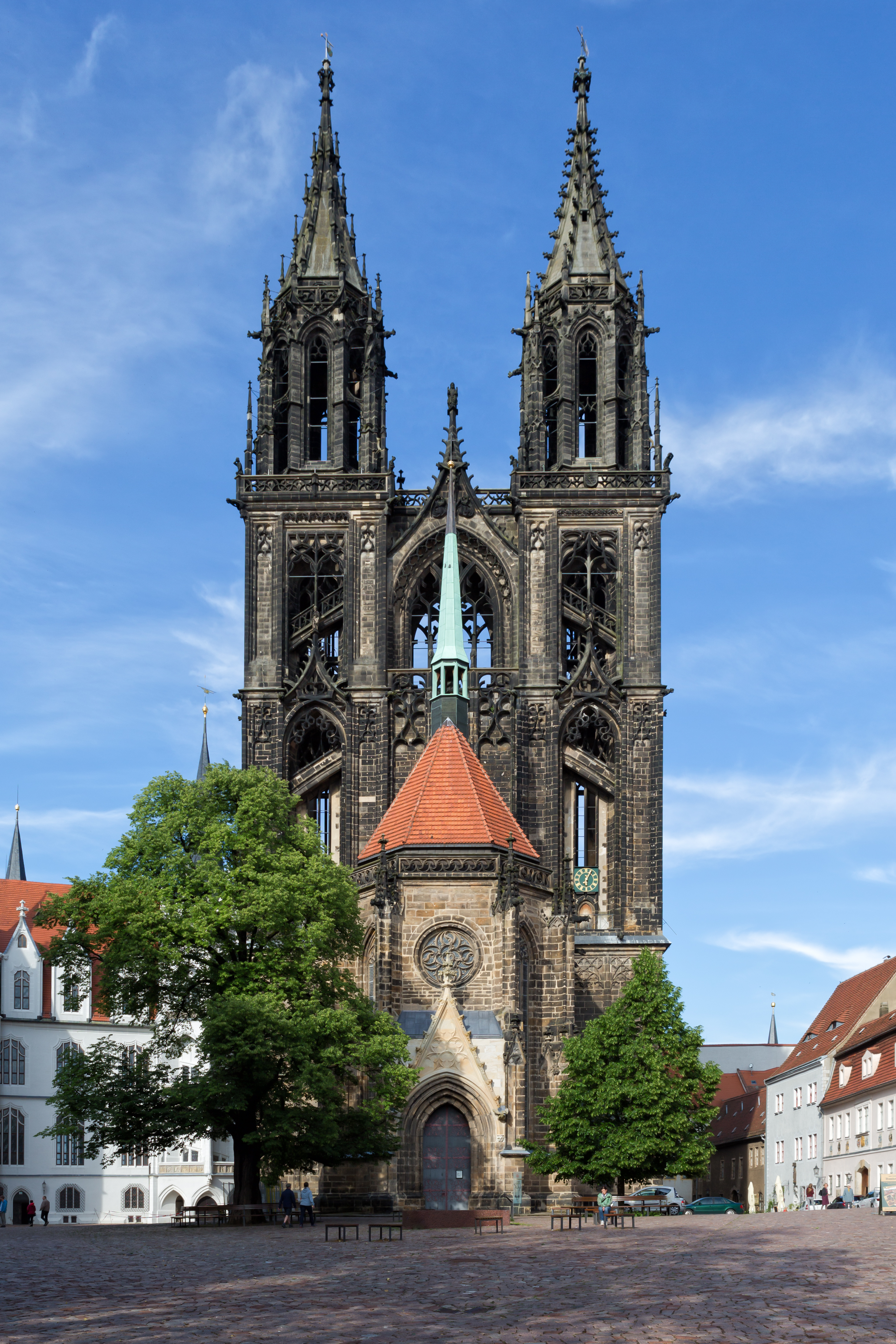

邁森主教座堂（德語：Meißner Dom）是位於德國薩克森州城市邁森的一座教堂，為哥特式建築。現在的教堂修建於1260至1410年期間。

## 外部連結
- Cathedral homepage （页面存档备份，存于） （德文）

51°09′58″N 13°28′17″E / 51.16611°N 13.47139°E